# روکا سینیبالدا
روکا سینیبالدا (به ایتالیایی: Rocca Sinibalda) یک کومونه در ایتالیا است که در استان ریتی واقع شده‌است. روکا سینیبالدا ۴۹٫۴ کیلومتر مربع مساحت و ۸۳۶ نفر جمعیت دارد و ۵۵۲ متر بالاتر از سطح دریا واقع شده‌است.